# Daystar
Daystar Television Network är ett amerikanskt kristet TV-nätverk, grundat 1997 av Marcus Lamb och hans fru Joni Lamb. Daystar ägs av Word of God Fellowship  och har sitt säte i Dallas-Fort Worth-området.
Paret Lamb grundade sin första TV-station 1984 i Montgomery, Alabama. De sålde den senare till Trinity Broadcasting Network och flyttade till Dallas, Texas där de grundade en ny TV-station 1993. I augusti 1997 flyttade de till en ny stor studio. Daystar lanserades på nyårsafton 1997 med en livesändning med T.D. Jakes. 2003 flyttade Daystar till en större fastighet, International Ministry Center.
Några av Daystars egna program är Marcus & Joni (tidigare Celebration), Joni Table Talk, Check the Sound och Gospel Music Showcase.¨

## Komtroverser
Under Covid-19-pandemin kritiserades Daystar för att sprida desinformation om bland annat vacciner. Man bjöd in gäster som Robert F. Kennedy Jr., Del Bigtree och Simone Gold. Marcus Lamb dog av Covid-19 i november 2021. Joni Lamb gifte senare om sig med Doug Weiss. 
I november 2024 berättade Lambs son Jonathan Lamb och hans fru Suzy, som båda jobbat för Daystar, på sociala medier att deras dotter blivit sexuellt utnyttjad av en manlig släkting och att Marcus och Joni Lamb tystat ner händelsen och att Jonathan senare fått sparken efter att ha vägrat skriva under ett sekretessavtal. Joni Lamb hävdade i ett officiellt uttalande att det var en smutskastningskampanj från Jonathans sida som hämnd för att han inte fått ta över ledarskapet för Daystar efter faderns död.  Trots detta valde flera kända TV-predikanter, såsom Joyce Meyer, Jesse Duplantis, Lance Wallnau, Jack Graham, Baruch Korman, Ray Comfort, Greg Laurie och Jack Hibbs att sluta sända sina program på Daystar efter skandalen.